# Cacia vermiculata
Cacia vermiculata là một loài bọ cánh cứng trong họ Cerambycidae.